# ترور ایهود سادان
در 7 مارس 1992، یک خودروی بمب گذاری شده در بازاری در آنکارا، ترکیه، ایهود سادان (به عبری: אהוד סדן)، رئیس امنیتی سفارت اسرائیل در این شهر را کشت.  در این انفجار سه نفر دیگر از جمله یک پسر 9 ساله مجروح شدند.  این حمله در تلافی ترور عباس الموسوی، دبیرکل حزب‌الله، توسط شبه‌نظامیان شیعه لبنانی، سازمان جهاد اسلامی و سازمان انتقام اسلامی بر عهده گرفته شد.  اسرائیل حزب‌الله را به این حمله مرتبط کرد، اگرچه این گروه دست داشتن در این حمله را رد کرد.

## ایهود سادان
ایهود سادان در 23 مارس 1955 در کیبوتز مرهاویا به دنیا آمد. او در نیروهای دفاعی اسرائیل نام نویسی شد و در سپاه مهندسی رزمی خدمت کرد و به عنوان ستوان از خدمت خارج شد.  در سال 1977 به عنوان دستیار افسر مواد منفجره به پلیس اسرائیل پیوست و بعداً به واحد شناسایی جنایی پیوست.  او رئیس اداره پزشکی قانونی نیروی انتظامی شد.  در دوران خدمت پلیس نیز در دانشگاه بارایلان تحصیل کرد و در رشته جرم شناسی و جامعه شناسی لیسانس گرفت.  در سال 1990، سادان رئیس امنیت سفارت اسرائیل در آنکارا شد. او یک زن و سه فرزند داشت.

## حمله
حدود ساعت 3 بعد از ظهر در 7 مارس 1992، یک بمب در سدان رنو سادان در منطقه چانکایا آنکارا پس از پایان خرید وی در یک بازار میوه و تره بار منفجر شد و بلافاصله او را کشت.  انفجار در یک منطقه مسکونی زمانی رخ داد که سادان موتور خود را روشن کرد.بمب یا داخل یا زیر خودرو کار گذاشته شده بود.به گفته پلیس ترکیه، مهاجم احتمالاً بمب را در خودروی سادان هنگام خرید کار گذاشته است.به نقل از رادیو ارتش اسرائیل، مصطفی آلدان، مقام پلیس، گفت که سادان "کلید را چرخاند و در ماشین له شد."  این انفجار باعث ایجاد یک دهانه 16 اینچی در زیر ماشین و پراکنده شدن لباس، خون و بقایای انسان در منطقه وسیعی شد.  آوار بر روی یک منطقه 50 متری پرتاب شد که به شش خودروی پارک شده مجاور آسیب رساند و تمام شیشه های سه ساختمان 13 طبقه را تخریب کرد.این حمله دو روز پس از برقراری کامل روابط دیپلماتیک بین اسرائیل و ترکیه رخ داد.در اوایل همان هفته، یک مرد یهودی در حمله نارنجکی به کنیسه نیو شالوم در استانبول زخمی شد که حزب الله مقصر آن بود.ترور سادان اولین حمله به یک مقام اسرائیلی در ترکیه از زمان کشته شدن یک کارگردان El Al در استانبول در سال 1980 بود.
و اولین قتل یکی از مقامات سفارت اسرائیل پس از کشته شدن همسر یک دیپلمات در قاهره در سال 1986.